# Васильевский, Михаил Николаевич
Михаил Николаевич Васильевский (6 ноября 1873, село Васильевка, Керенский укезд, Пензенская губерния — не ранее 1933) — профессор Казанской духовной академии, магистр богословия, миссионер.

## Биография
Родился в семье диакона.
Окончил Пензенскую духовную семинарию и Казанскую духовную академию со степенью кандидата богословия, профессорский стипендиат (1899).
Казанский епархиальный противораскольнический и противосектантский миссионер, член епархиального училищного совета (1900–1917).
Руководитель пастырских миссионерских курсов в Омске (1906).
Делегат Нижегородского (1907) и IV Всероссийского миссионерских съездов, член (1908) и председатель противораскольнического отдела (1914) Братства святителя Гурия Казанского, составитель дополнительного пособия по Закону Божию для церковных школ (1910). Проводил экспертизы сект для местных окружных судов. Отстаивал необходимость учреждения самостоятельных единоверческих кафедр.
Избран на кафедру истории и обличения русского раскола Казанской духовной академии: доцент (1911), сверхштатный (1915) и штатный (1916) экстраординарный профессор. Магистр богословия (1915).
В 1917 году член Предсоборного совета, работал в I, II, III, VIII отделах; член Поместного Собора Православной Российской Церкви, участвовал в 1–2-й сессиях, секретарь X, XII и член IX, XIII отделов.
С мая 1918 года член Комиссии для защиты в гражданских учреждениях интересов Церкви, церковного достояния и служащих в Церкви лиц.
В июне 1918 года докладчик на Казанском чрезвычайном епархиальном собрании, член Казанского епархиального совета. Заведующий архивом и счетовод в Казанском статистическом управлении Наркомата финансов.
После закрытия Казанской духовной академии читал лекции на своей квартире, за что в 1921 года был осуждён на год концлагеря условно.
С 1922 года преподавал в новоучреждённом Богословском институте, затем работал в государственных учреждениях.
С 1928 года председатель церковного совета общины закрытого властями Богородицкого женского монастыря.
В 1930 году арестован как участник «контрреволюционной организации Истинные» и после 1,5 лет тюремного заключения по ст. 58-10 был приговорён к 3 годам ссылки в Казакскую АССР.
В 1933 году административный ссыльный в селе Парабель Каргасокского района Западно-Сибирского края.

## Сочинения
- Правительственные отношения к расколу в царствование императора Николая I // НАРТ. Ф. 10. Оп. 2. Д. 1503.
- Доклад о баптистах // НАРТ. Ф. 2. Оп. 2. Д. 8957.
- Доклад высокопреосвященному Арсению, архиепископу Казанскому // Православный собеседник. 1902. № 12.
- Старообрядцы австрийского священства в обличении беспоповца слепца А. А. Коновалова // Православный собеседник. 1903. Ч. 2. С. 871–880.
- Расколо-сектантство в Казанском крае и деятельность против него Казанской миссии за 1903 г. // Православный собеседник. 1904. № 11–12.
- По поводу «Миссионерских бесед…» свящ. С. Шлеёва; Материалы для бесед полемики со старообрядцами, приемлющими священство Белокриницкой митрополии // Православный собеседник. 1905. № 1, 12.
- О перстосложении для крестного знамения; О борьбе с хлыстовством // Известия по Казанской епархии. 1905. № 10, 34.
- К вопросу об единоверческом епископе // Церковно-общественная жизнь. 1906. № 12.
- Проф. Н. И. Ивановский (Некролог и речи, произнесенные при погребении). Казань, 1913.
- Государственная система отношений к старообрядческому расколу в царствование императора Николая I. Казань, 1914.
- Доклад Отдела о внешней и внутренней миссии Священному Собору Православной Российской Церкви. М., 1917.
- Внешняя миссия на Поместном Соборе // Известия по Казанской епархии. 1917. № 36/37.